# Шепер
Шепер је техника изградње зидова за куће, ограде и сл. у селима од 17. па све до средине 20. века. Употребљавани материјали су: дрвене греде, летве, пруће као и земљани малтер.